# Ле-Тюї-де-л'Уазон
Ле-Тюї-де-л'Уазон (фр. Le Thuit de l'Oison) — муніципалітет у Франції, у регіоні Верхня Нормандія, департамент Ер. Ле-Тюї-де-л'Уазон утворено 1 січня 2016 року шляхом злиття муніципалітетів Ле-Тюїт-Анже, Ле-Тюї-Сіньоль i Ле-Тюї-Сіме. Адміністративним центром муніципалітету є Ле-Тюї-Сіньоль. Населення — 3775 осіб (01.01.2021).